# Joint venture
Et joint venture er en juridisk enhed eller selskabsform, dannet mellem to eller flere parter, der indgår i et økonomisk samarbejde. Parterne danner en selvstændig enhed, et joint venture-selskab, hvor de i fællesskab bidrager med startkapitalen. Parterne er også fælles om at kontrollere selskabet og deler både udgifter og indtægter. Joint venture-enheden kan dannes med ét specifikt fælles projekt for øje, eller udgøre et mere langsigtet samarbejde som for eksempel Sony Ericsson.